# 何塞·曼努埃尔·巴尔马塞达
何塞·曼努埃尔·巴尔马塞达·费尔南德斯（西班牙語：José Manuel Emiliano Balmaceda Fernández，西班牙語發音：[maˈnwel βalmaˈseða]；1840年7月19日—1891年9月18日），智利自由主义改革者、总统（1886年—1891年），智利卡斯蒂利亚-巴斯克贵族的一部分，他同议会的政治争执引发了1891年智利内战。后因战争失败而开枪自杀。

## 生平
巴尔马塞达生于布卡莱穆，是家中12个孩子里的老大。他的父母较富有，他在早年就开始关注工业和农业企业。1849年他进入法国传道士学校，曾考虑成为一个神职人员，在圣地亚哥神学院学了几年的神学。
1864年，他成为议员曼努埃尔·蒙特的秘书，开始进入政坛。1869年，他加入了自由党的前身“改革俱乐部”（Club de la Reforma），该组织的的基本宗旨是宗教自由，增加个人和政治自由，消除政府在选举过程中的干预，改革1833年宪法，限制总统的权力。
1870年巴尔马塞达当选智利议会议员。1881—1886年任多明戈·聖馬里亞总统内阁成员期间，采取反教权措施，促进公共工程建设。1886年6月25日，他作为唯一候选人当选总统。任总统期间，曾发展公共教育和铁路建设。由于企图阻止议会限制总统权力而引起1891年的内战。他的军队不到8个月便被得到海军支持的议会击败。8月29日，他放弃了他的总统职务前往阿根廷使馆寻求庇护，并躲藏到9月18日。当天上午在其任总统5周年时开枪自杀。在遗书他称自杀的原因，是他不相信征服者会给他一个公正的审判。他的失败及死亡结束了国家内部的血腥斗争，使议会政府维持到20世纪20年代中期。
巴尔马塞达与妻子艾米利亚·德托罗·埃雷拉（Emilia de Toro Herrera）生有八个孩子。

## 备注
1. ↑  .   [2014-03-27]. （原始内容存档于2014-01-12）.
2. 1 2  BCN staff.
3. ↑  Chisholm 1911a，第284頁.